# Sant Feliu de Castellvell

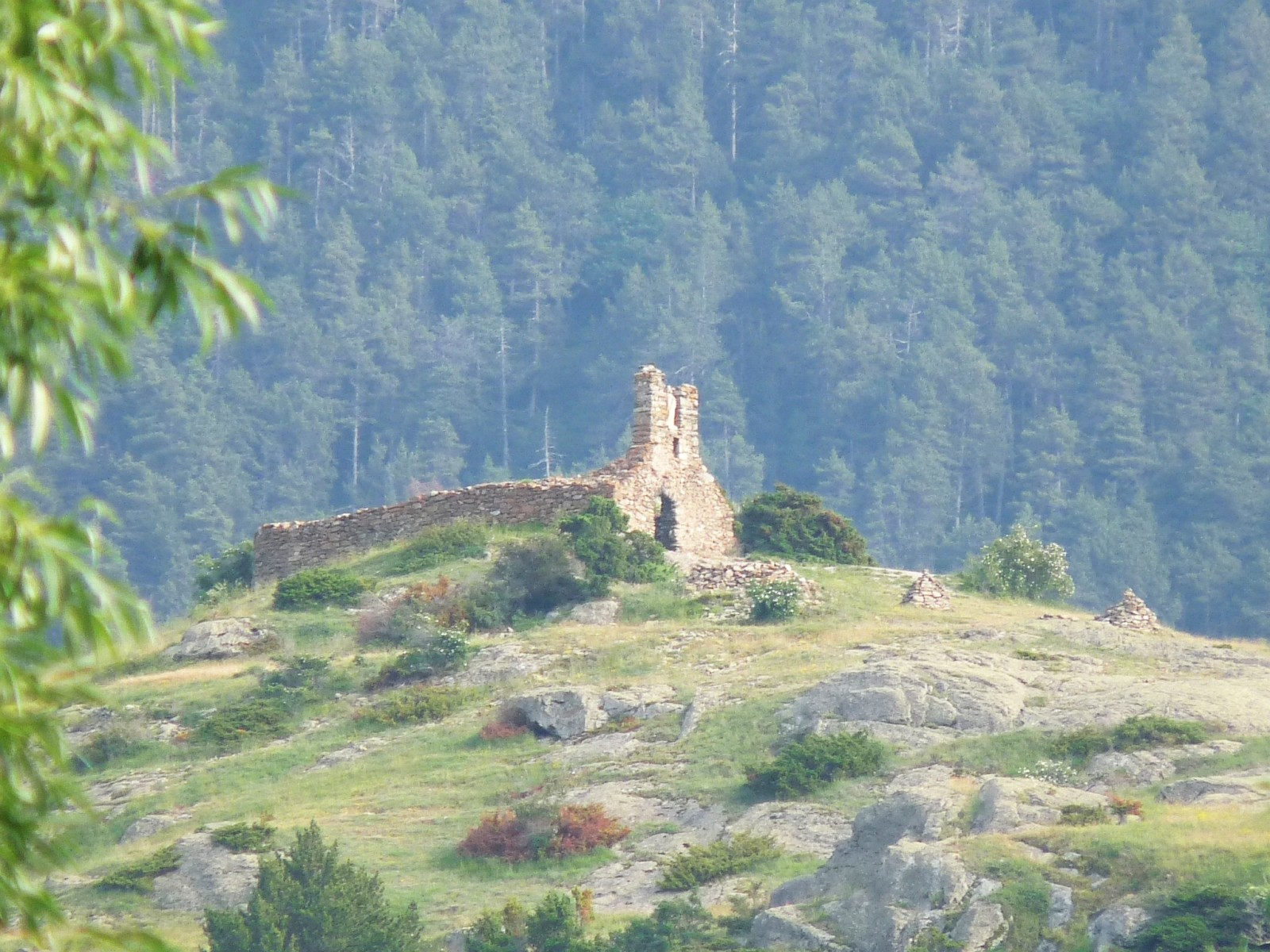
La capella, al cim del Lladrer

L'església de Sant Feliu de Castellvell és l'antiga capella del Castell de Llo, de la comuna de Llo, a la comarca de l'Alta Cerdanya, de la Catalunya del Nord.
Està situada al capdamunt de la muntanya del Lladrer, a prop al sud-est del poble de Llo, al lloc on hi havia hagut el Castell de Llo. El topònim mateix de Castellvell així ho manifesta.

## Característiques

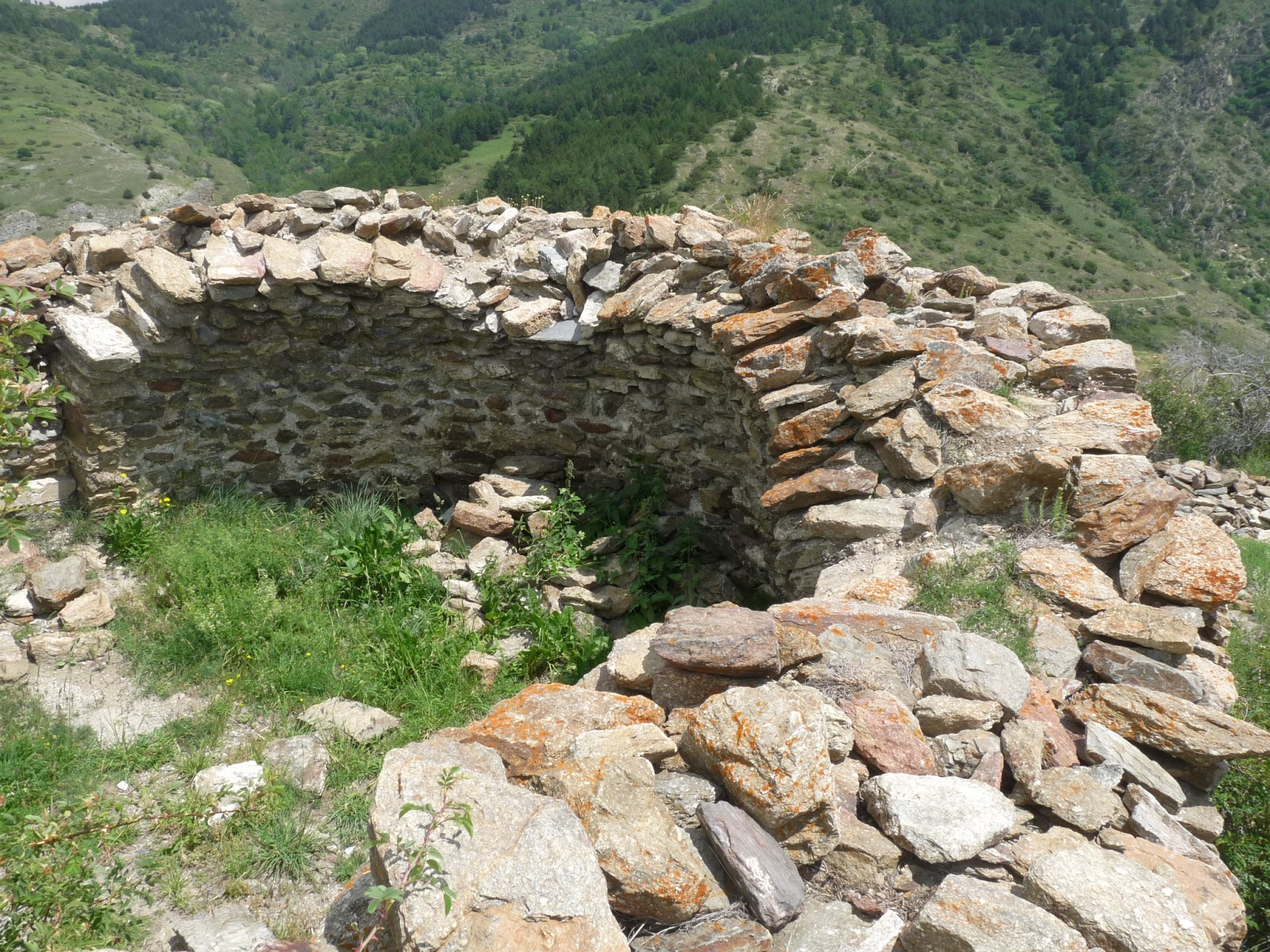
Capçalera de la capella

Era una petita capella d'una sola nau i capçalera trilobulada, amb l'absis principal orientat a llevant. Només en queden parts de les parets mestres, però es defineix perfectament la seva planta.